# Первомайский район (Николаевская область)
Первомайский район (укр. Первомайський район) — административная единица на северо-западе Николаевской области Украины. Административный центр — город Первомайск.

## География
Площадь — 3792,5 км² (в старых границах до 2020 года — 1319 км²).
Основные реки — Синюха, Южный Буг. На территории района расположен региональный ландшафтный парк «Гранитно-Степное Побужье».

## Население
Численность населения района в укрупнённых границах — 151,8 тыс. человек.
Численность населения района в границах до 17 июля 2020 года по состоянию на 1 января 2020 года — 28 729 человек, из них городского населения — 2 211 человек (пгт Подгородная), сельского — 26 518 человек.

## Административное устройство
Район в укрупнённых границах с 17 июля 2020 года делится на 8 территориальных общин (громад), в том числе 1 городская, 3 поселковые и 4 сельские общины (в скобках — их административные центры):
- Городские:
  - Первомайская городская община (город Первомайск),
- Поселковые:
  - Арбузинская поселковая община (пгт Арбузинка),
  - Врадиевская поселковая община (пгт Врадиевка),
  - Кривоозерская поселковая община (пгт Кривое Озеро);
- Сельские:
  - Благодатненская сельская община (село Благодатное),
  - Каменномостовская сельская община (посёлок Каменный Мост),
  - Мигийская сельская община (село Мигия),
  - Синюхинобродская сельская община (село Синюхин Брод).

Количество местных советов до 17 июля 2020 года:
- поселковых — 1
- сельских — 21

### Населённые пункты
Количество населённых пунктов  до 17 июля 2020 года:
- посёлков городского типа — 1
- сёл — 44
- посёлков сельского типа — 6

Список населённых пунктов района находится внизу страницы
Ликвидированы:
- с. Анатольевка (укр. Анатолівка), ликв. в 1980-х годах
- с. Верхняя Лозоватка (укр. Верхня Лозуватка), ликв. в 1980-х годах
- п. Илларионовка (укр. Іларіонівка), ликв. в 1980-х годах
- с. Забары (укр. Забари), ликв. в 1980-х годах
- п. Запорожье (укр. Запоріжжя), ликв. в 1980-х годах
- с. Калиновка (укр. Калинівка), ликв. в 1970-х годах
- с. Сметана (укр. Сметана), ликв. в 1970-х годах
- c. Старые Кошары (укр. Старі Кошари)

## История
Постановлением Первомайского горисполкома от 29 апреля 1927 года Богопольский район, входивший в состав Первомайского округа, был переименован в Первомайский. Эта дата считается днём образования Первомайского района. После упразднения округов в июле 1930 года Первомайский район был передан в прямое подчинение Украинской ССР. С 27 февраля 1932-го по 17 февраля 1954 года район входил в состав Одесской области. На основании Указа Президиума Верховного Совета СССР от 17 февраля 1954 года Первомайский район вошёл в состав Николаевской области. 21 января 1959 года к Первомайскому району была присоединена часть территории упразднённого Лысогорского района.
17 июля 2020 года в результате административно-территориальной реформы район был укрупнён, в его состав вошли территории:
- Первомайского района,
- Арбузинского района,
- Врадиевского района,
- Кривоозёрского района,
- а также города областного значения Первомайск.